# Брюс, округ Чіппева, Мічиган
Брюс — цивільне містечко округу Чіппева в американському штаті Мічиган. За даними перепису 2010 року, населення села становило 2128 осіб.

## Спільноти
- Барбо — невключена територія приблизно в 15 миль (24 км) на південь від міста Солт-Сент-Марі, що знаходиться за координатами 46°17′19″ пн. ш. 84°16′52″ зх. д. / 46.28861° пн. ш. 84.28111° зх. д..[2] Поштовий індекс території 49710. На схід від Барбо це територія вздовж річки Сент-Меріс, де завантажуються вантажні судна Велик[ <span title="This claim needs references to reliable sources. (February 2014)">потрібна цитата</span> ]их озер і цей процес можна побачити на відносно близькій відстані.

## Географія
Містечко Брюс знаходиться в східній частині округу Чіппева, межує зі сходу з річкою Сент-Меріс і каналом Вест-Небіш. Річка Шарлотта протікає через містечко до гирла в каналі Вест-Небіш. Трасса М-129 пролягає через західну частину містечка, ведучи на північ до Солт-Сент. Марі та на південь до Пікфорда та Седарвіля.
За даними Бюро перепису населення США, загальна площа містечка становить 90,7 квадратної милі (234,8 км2), з яких 87,0 квадратної милі (225,3 км2)   — суша і 3,7 квадратної милі (9,5 км2), або 4,04%, становить вода.

## Демографія
Згідно з переписом  2000 року, у селищі проживало 1940 осіб у 748 домогосподарствах у складі 572 родин. Щільність населення становила 22,2 на квадратну милю (8,6/км2 ).
Було 986 житлових одиниць із середньою щільністю 11,3 на квадратну милю (4,4/км2 ). Расовий склад містечка: 83,87% білих, 0,52% афроамериканців, 11,75% корінних американців, 0,15% азіатів, 0,05% представників інших рас і 3,66% представників двох або більше рас. латиноамериканці будь-якої раси становили 0,72% від загального населення.
Було 748 домогосподарств, з яких 32,9% мали дітей віком до 18 років, які проживали з ними, 65,1% були подружніми парами, які проживали разом, 7,2% мали жіночу сім’ю без чоловіка, а 23,5% не мали сім’ї. 19,8% усіх домогосподарств складалися з окремих осіб, а в 7,1% проживали окремі особи віком 65 років і старше.
Середній розмір домогосподарства становив 2,59, а середній розмір сім’ї – 2,95.
Населення містечка було розподілене: 25,7% було молодше 18 років, 6,4% — від 18 до 24 років, 29,7% — від 25 до 44 років, 25,7% — від 45 до 64 років і 12,4% — віком 65 років і старше. Середній вік становив 38 років.
На кожні 100 жінок припадало 105,7 чоловіків.
На кожні 100 жінок віком від 18 років припадало 106,4 чоловіка.
Середній дохід на одну сім’ю в містечку становив 39 207 доларів США, а середній дохід на сім’ю – 42 800 доларів США. Чоловіки мали середній дохід 35 938 доларів США проти 21 857 доларів США для жінок. Дохід на душу населення в містечку становив 16 666 доларів США. Близько 4,3% сімей і 7,8% населення перебували за межею бідності, включаючи 9,8% осіб у віці до 18 років і 7,6% осіб у віці 65 років і старше.

## Зовнішні посилання
- Офіційний сайт Bruce Township